# نیوا ناگاهیده

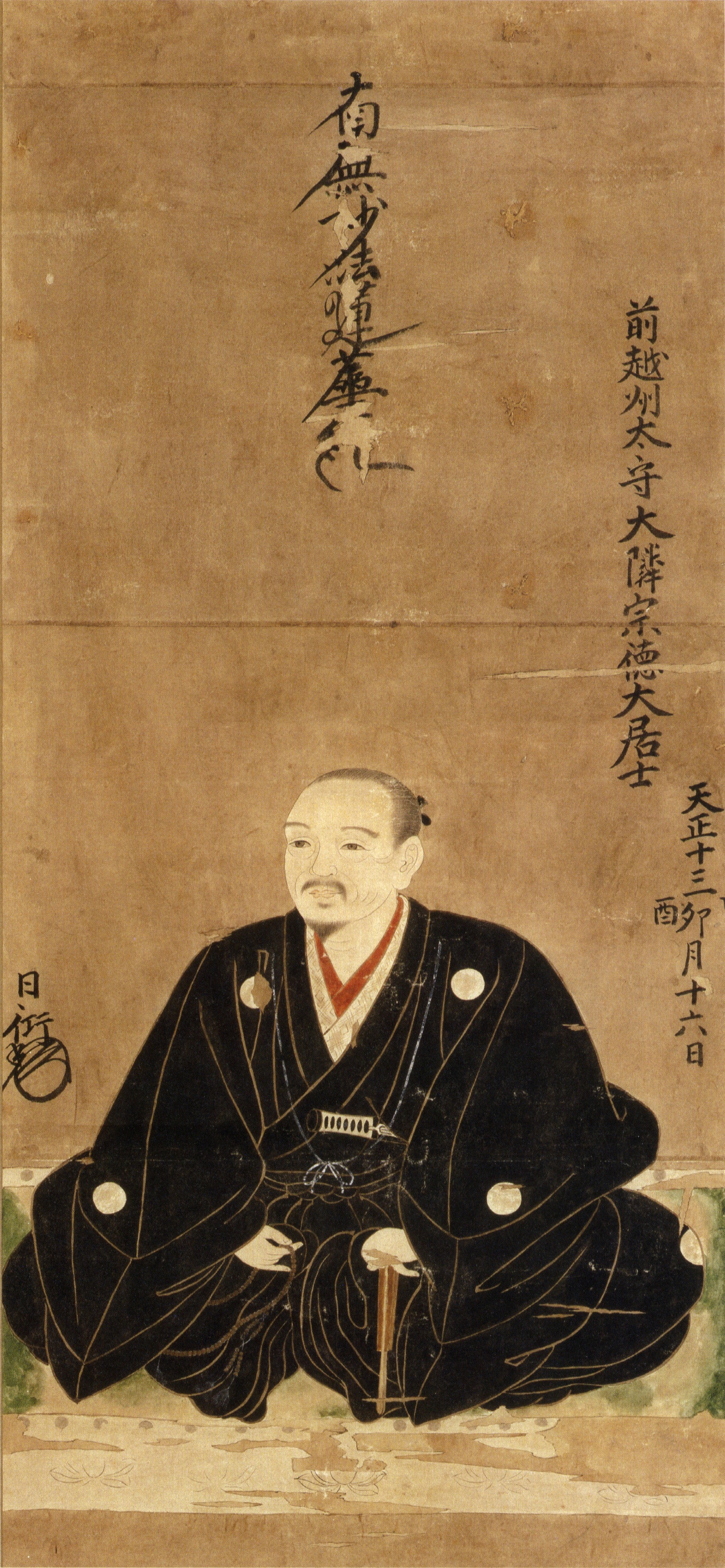
نیوا ناگاهیده

نیوا ناگاهیده (به ژاپنی: 丹羽 長秀 Niwa Nagahide) یا گوروزائمون (五郎左衛門) (۱۶ اکتبر، ۱۵۳۵ – ۱۵ مه، ۱۵۸۵) یک سامورایی ژاپنی در دوره سنگوکو بود که به خاندان اودا خدمت می‌کرد.